# 蘭姆鎮區 (阿肯色州斯科特縣)
蘭姆鎮區（英語：Lamb Township）是位於美國阿肯色州斯科特縣的一個行政鎮區。

## 地方資料
蘭姆鎮區的面積為59.42平方千米，當中陸地面積為59.36平方千米，而水域面積為0.06平方千米。根據2010年美國人口普查的數據，當地共有人口393人，而人口密度為每平方千米6.61人。